# (500103) 2012 BA73
(500103) 2012 BA73 es un asteroide perteneciente al cinturón de asteroides, descubierto el 21 de enero de 2012 por el equipo del Pan-STARRS desde el Observatorio de Haleakala, Hawái, Estados Unidos.

## Designación y nombre
Designado provisionalmente como 2012 BA73.

## Características orbitales
2012 BA73 está situado a una distancia media del Sol de 2,376 ua, pudiendo alejarse hasta 2,602 ua y acercarse hasta 2,151 ua. Su excentricidad es 0,094 y la inclinación orbital 13,57 grados. Emplea 1338,29 días en completar una órbita alrededor del Sol.

## Características físicas
La magnitud absoluta de 2012 BA73 es 16,9.